# Juge assesseur de la Cour suprême des États-Unis
Un juge assesseur de la Cour suprême des États-Unis (en anglais, « Associate Justice of the Supreme Court of the United States ») désigne un membre de la Cour suprême des États-Unis autre que le juge en chef des États-Unis. Le nombre de ces juges est déterminé par le Congrès des États-Unis et est actuellement fixé à huit par le Judiciary Act of 1869 (en). 

## Nomination et fonctions
Les juges assesseurs, comme le juge en chef, sont nommés par le président des États-Unis et confirmés par le Sénat des États-Unis à la majorité des votes. Cette règle résulte de l'article II de la Constitution des États-Unis, qui prévoit que le président  « proposera, et, par et avec l'avis et le consentement du Sénat, nommera… les juges de la Cour suprême » (« shall nominate, and by and with the Advice and Consent of the Senate, shall appoint...Judges of the supreme Court »).

## Juges assesseurs actuels de la Cour suprême des États-Unis

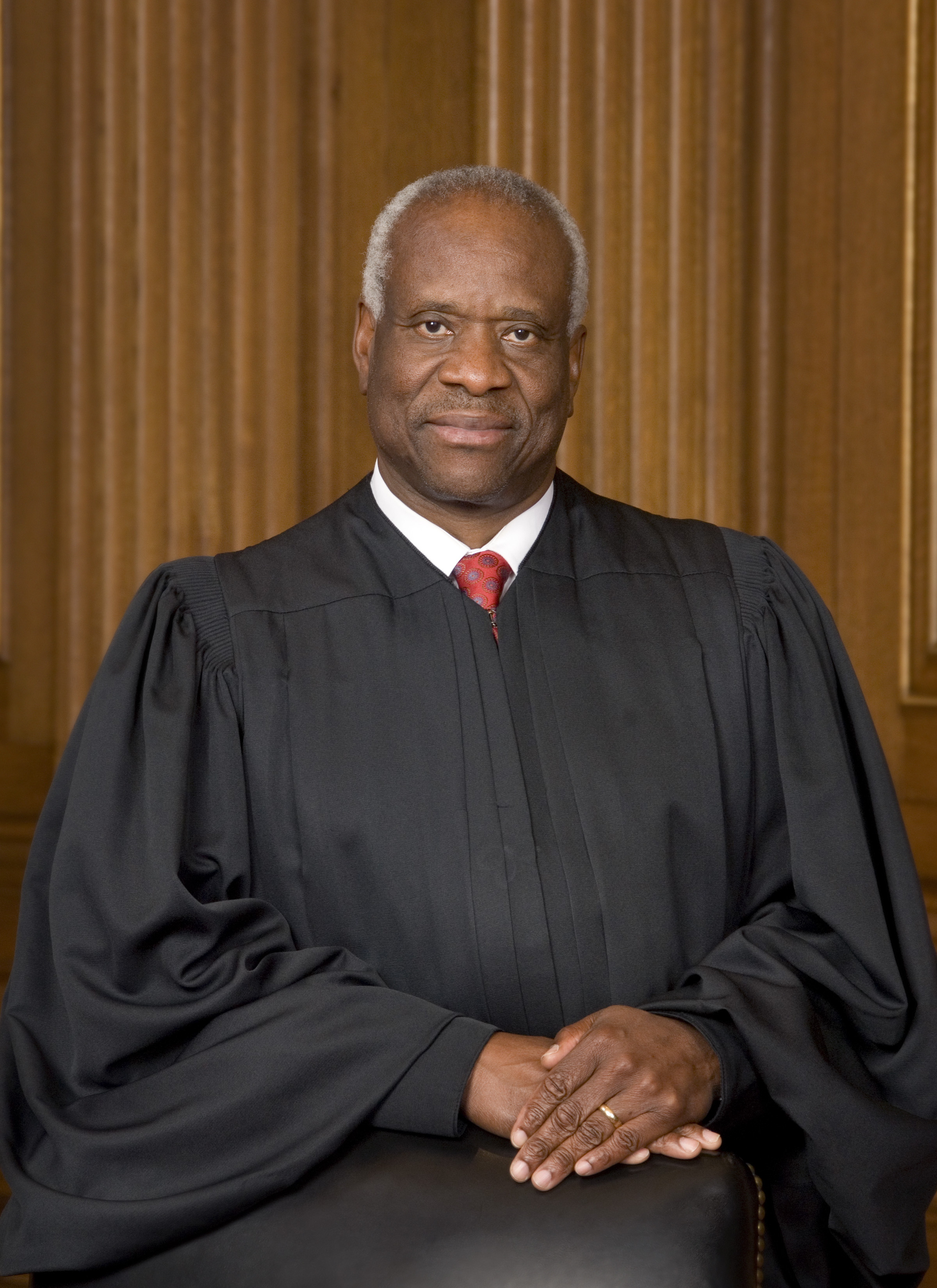
Clarence Thomas.
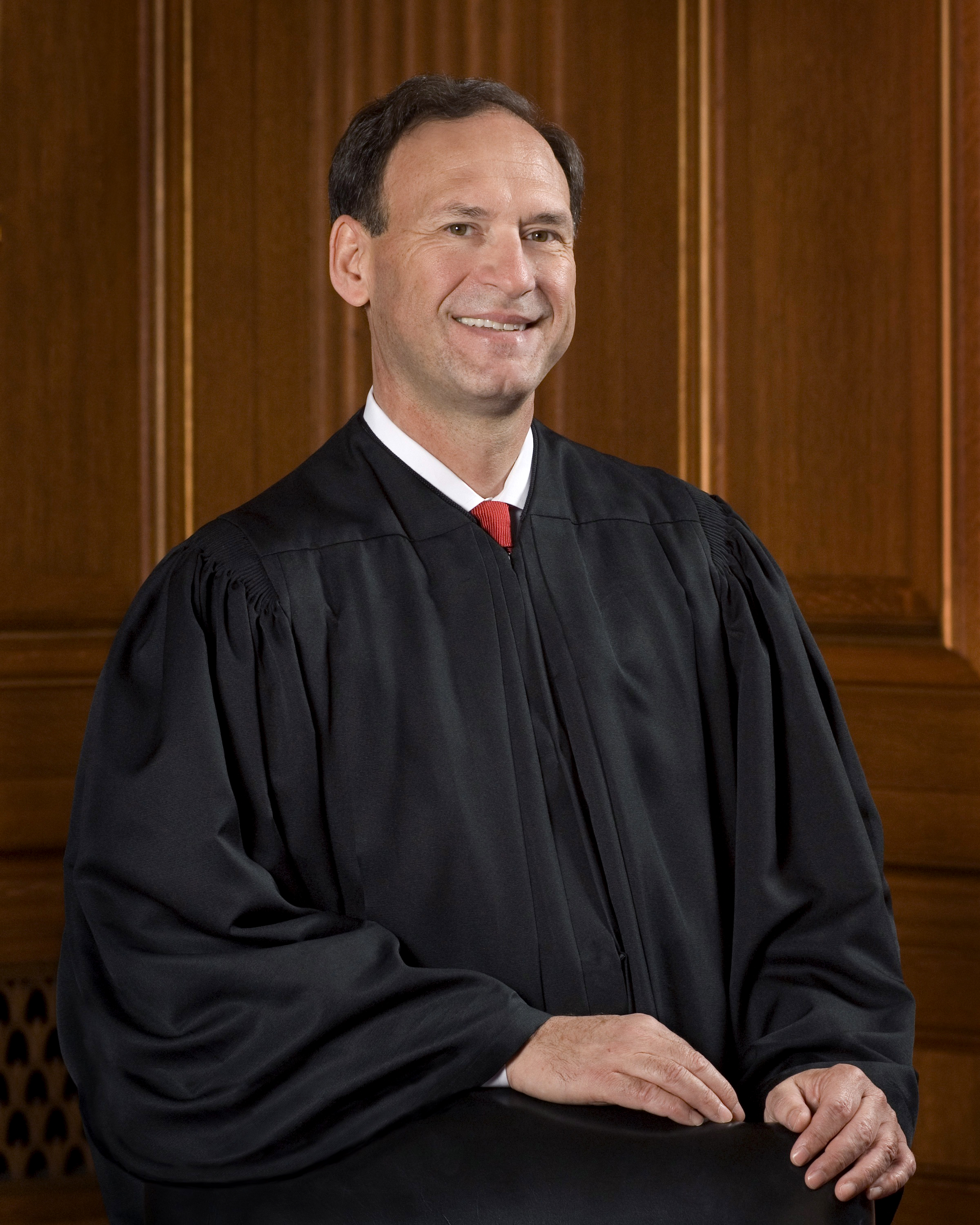
Samuel Alito.
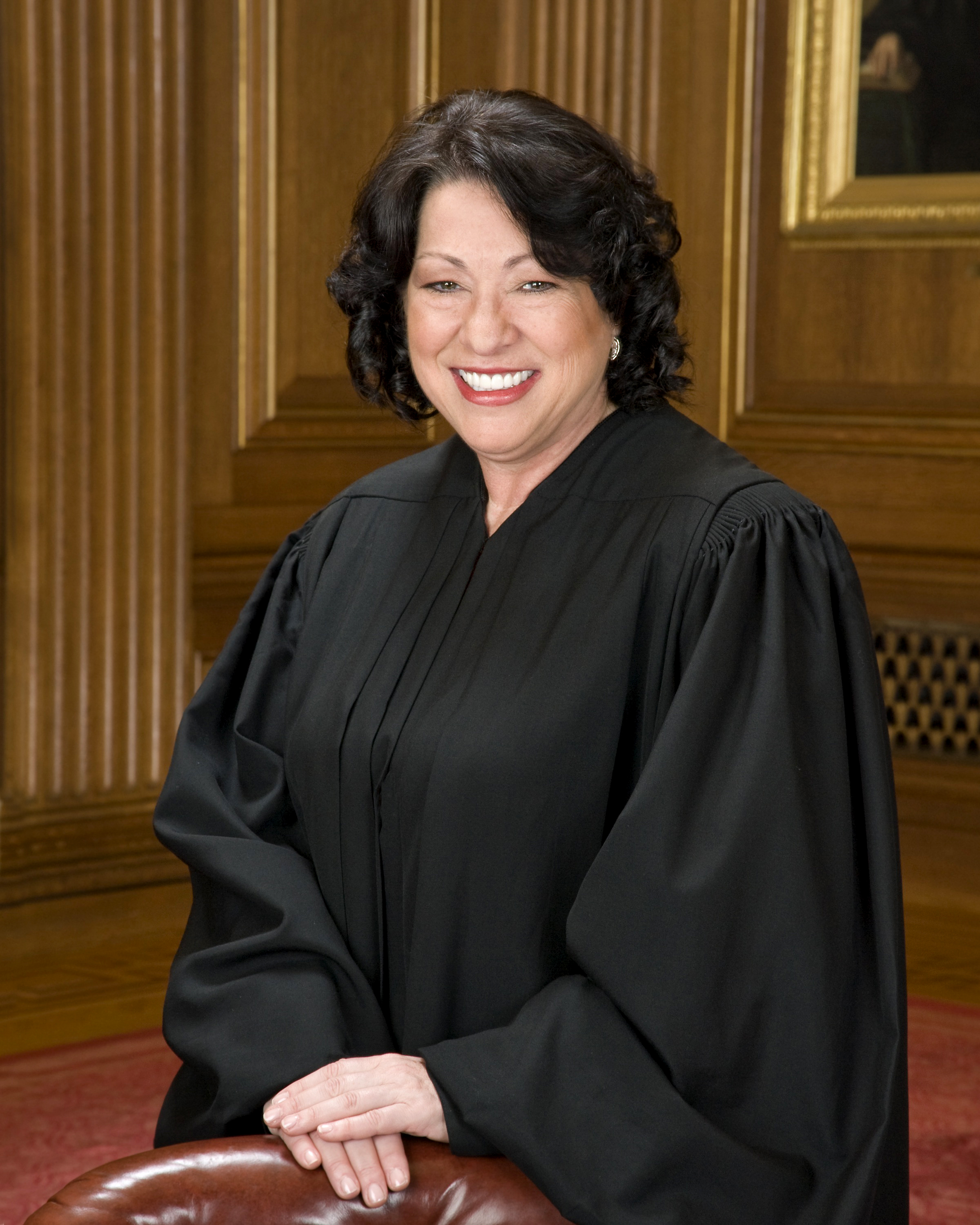
Sonia Sotomayor.
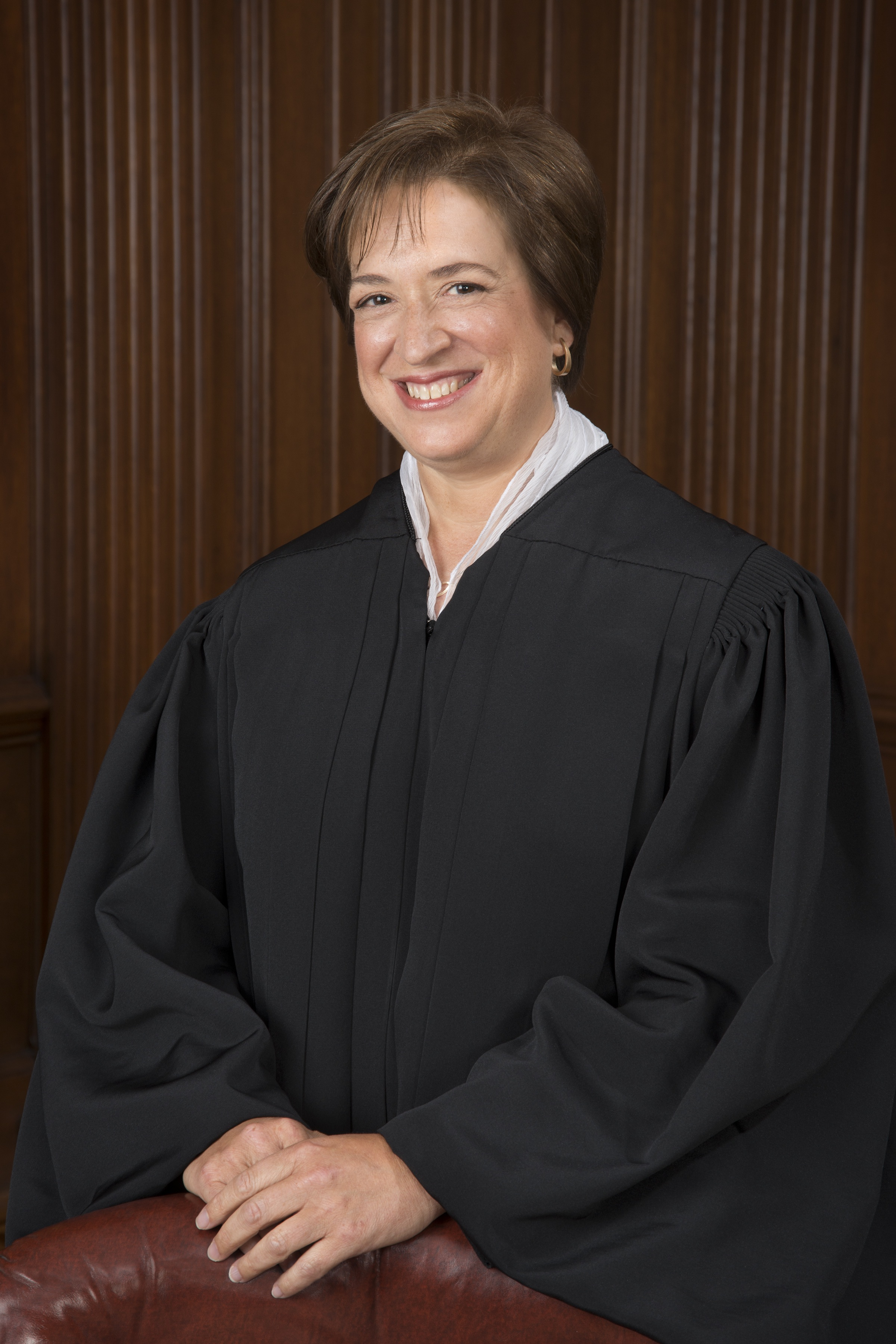
Elena Kagan.
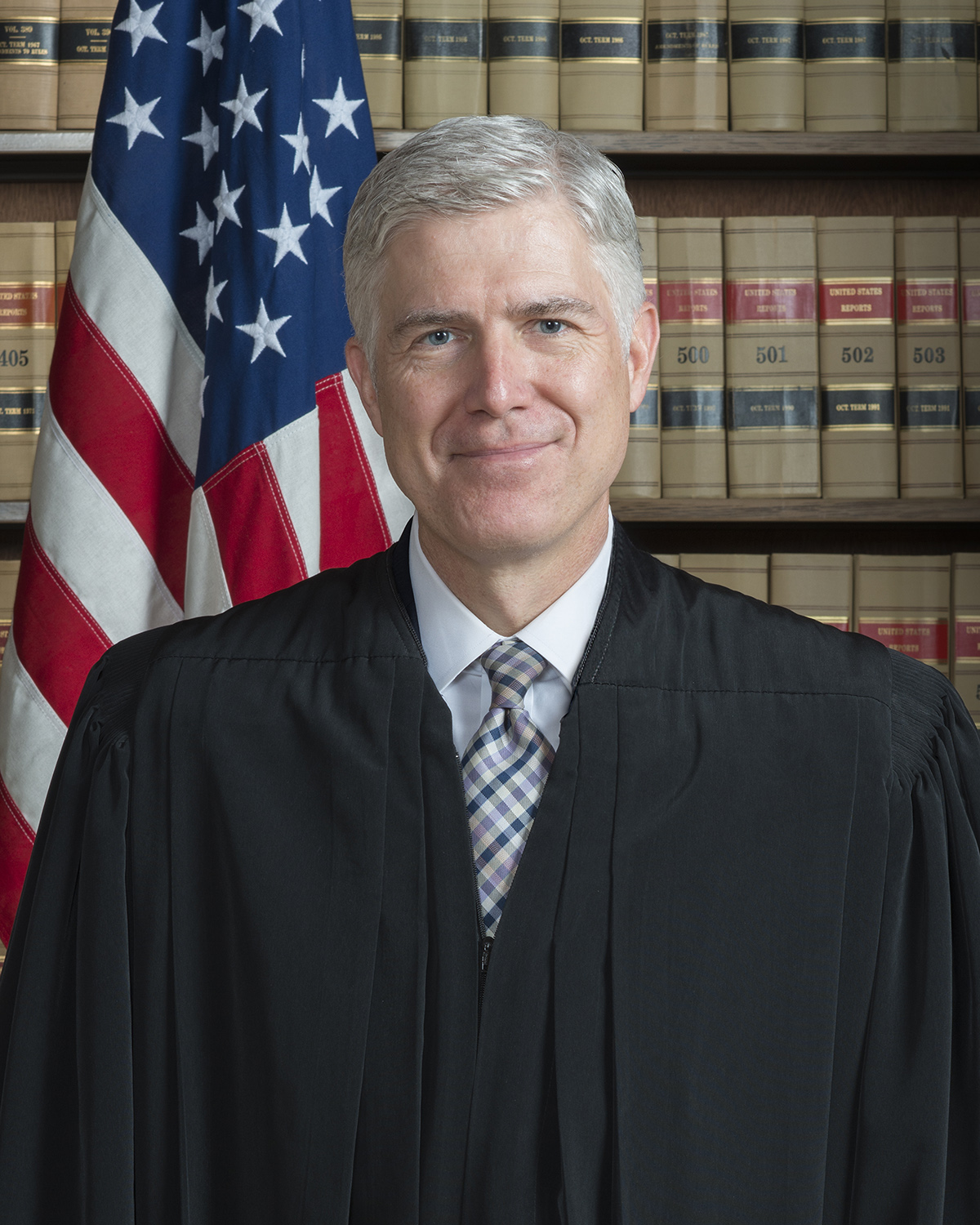
Neil Gorsuch.
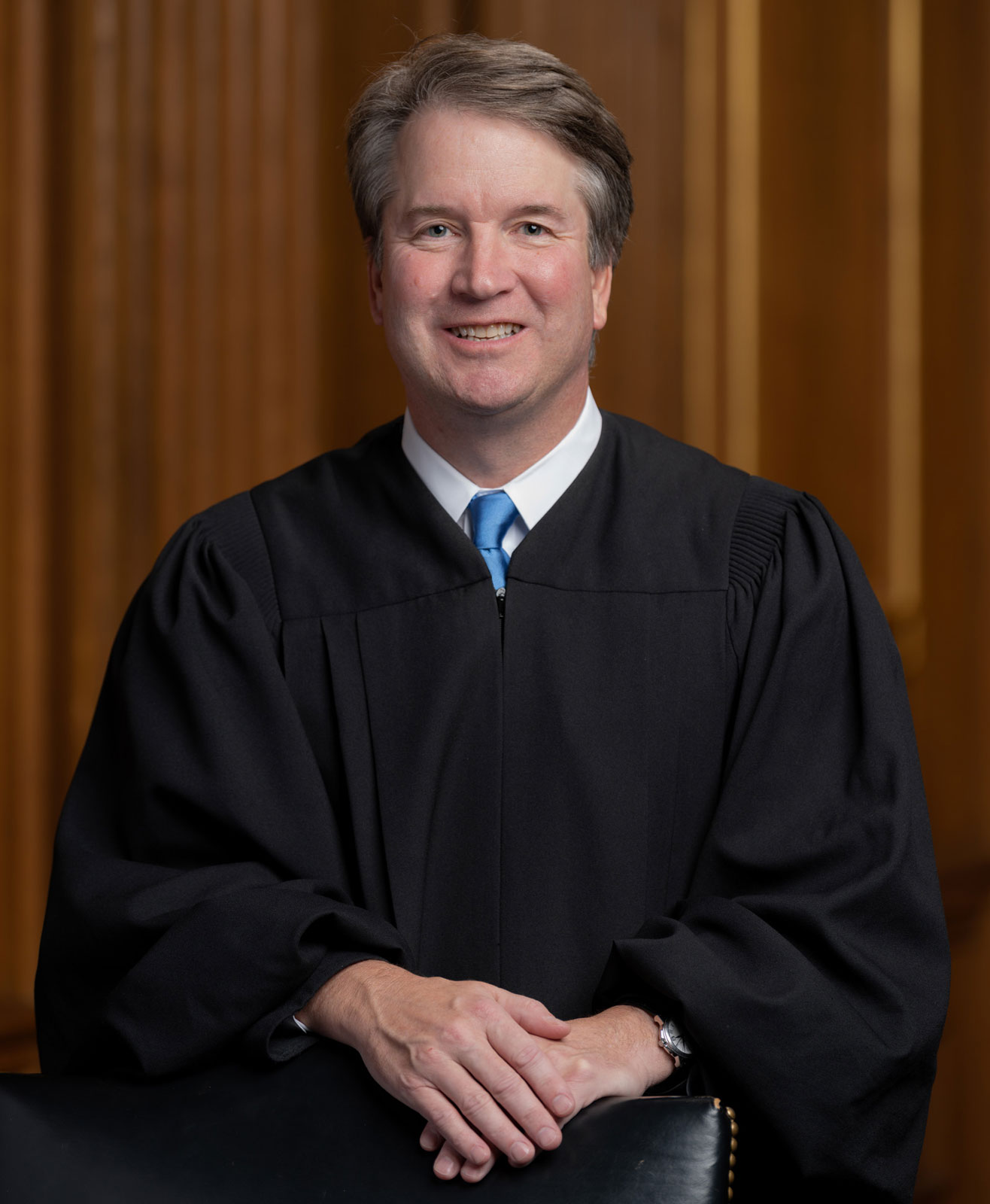
Brett Kavanaugh.
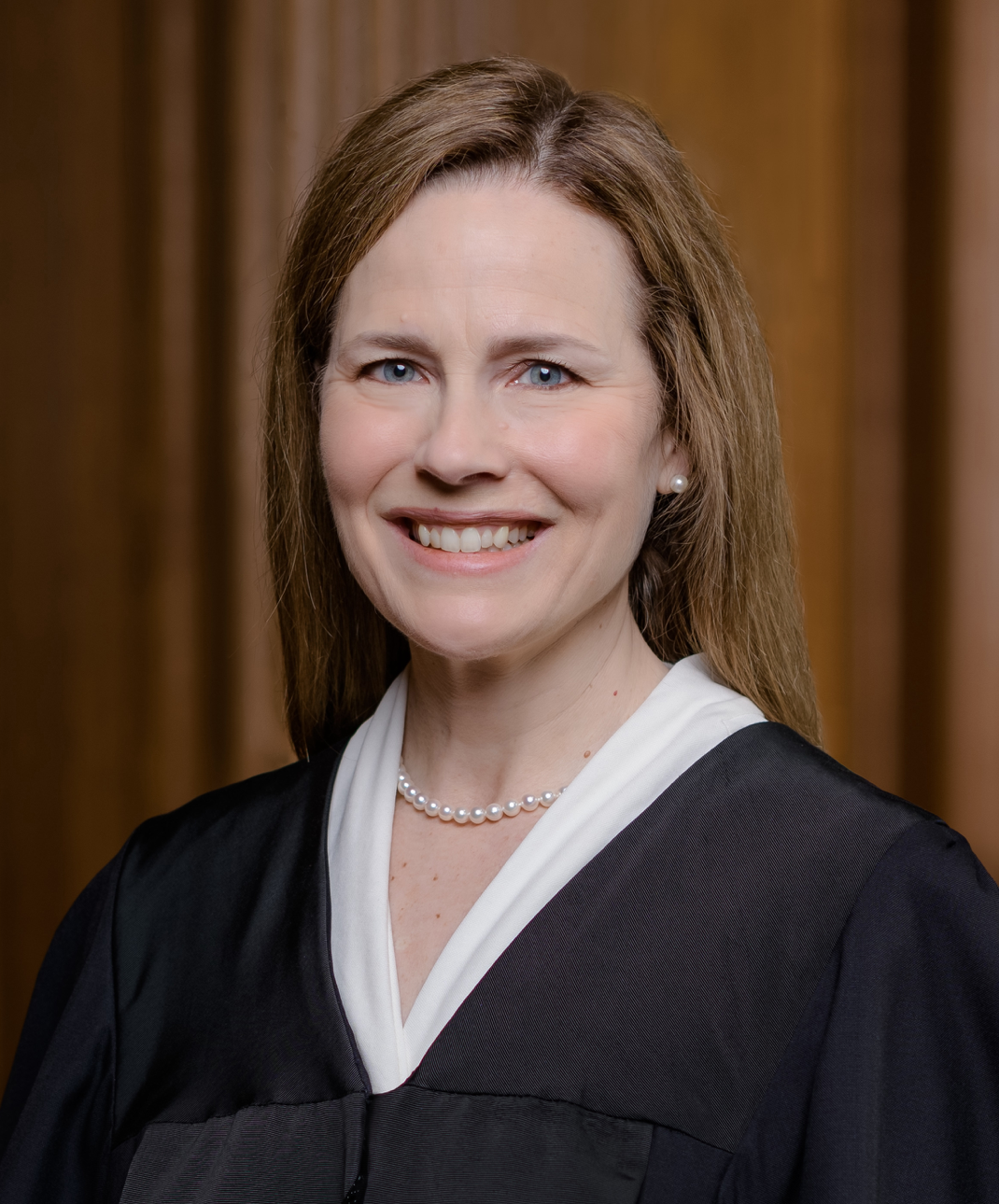
Amy Coney Barrett.
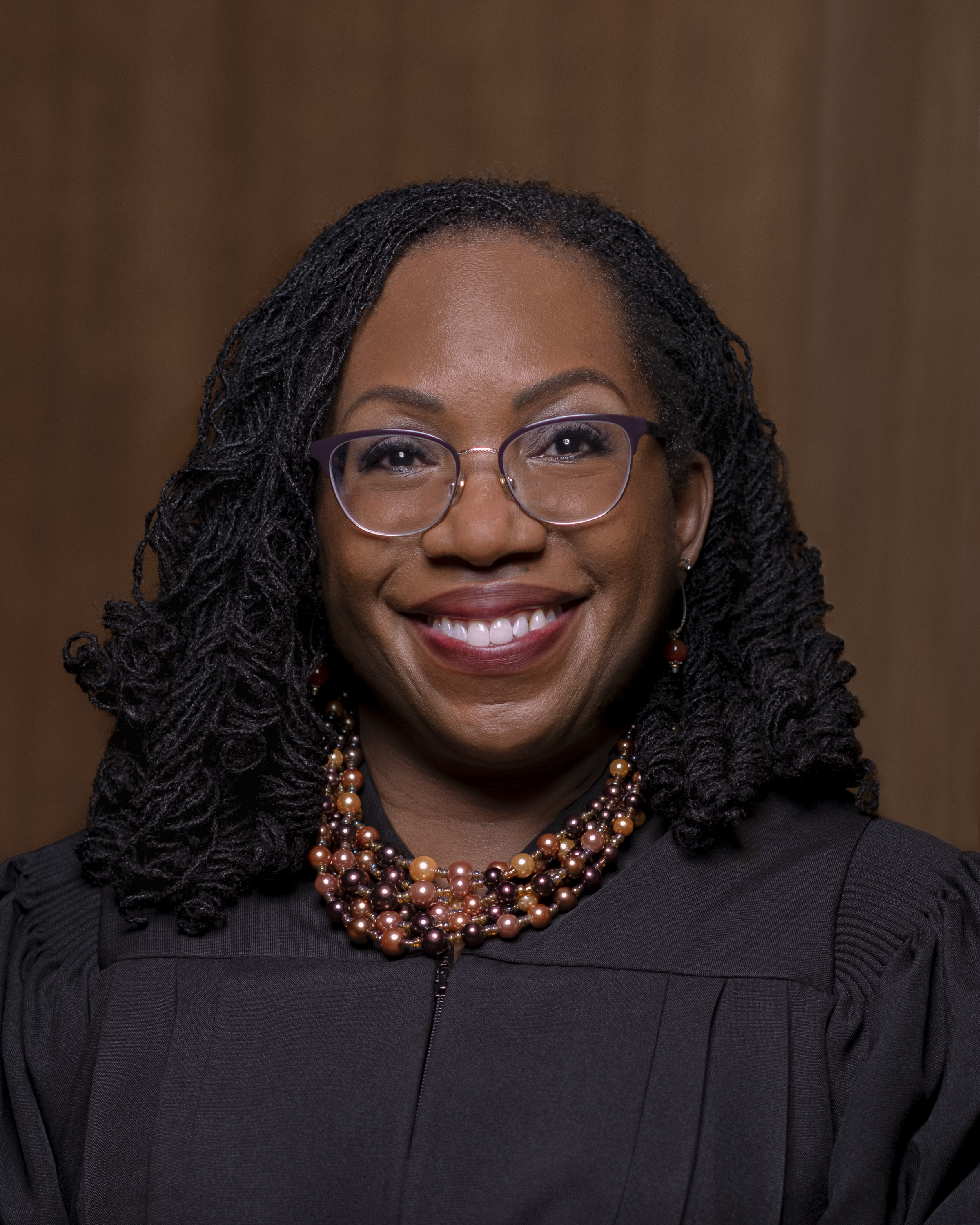
Ketanji Brown Jackson.

## Pour en savoir plus